# Adel Hekal
Adel Hekal (en árabe: محمد أحمد عادل هيكل‎; El Cairo, Egipto, 23 de marzo de 1934-El Cairo, Egipto, 22 de septiembre de 2018) fue un futbolista de Egipto que jugó en la posición de guardameta.

## Carrera

### Club
Jugó toda su carrera con el Al-Ahly SC de 1950 a 1969, con los que ganó nueve campeonatos de liga y seis copas nacionales.

### Selección nacional
Jugó para Egipto en 10 ocasiones de 1956 a 1965, participó en los Juegos Olímpicos de Roma 1960 y en dos ediciones de la Copa Africana de Naciones, siendo campeón en la edición de 1959.

## Películas
Apareció en varias películas, la primera de ellas fue A Rumor of Love (Eshaet Hob en árabe: إشاعة حب‎) en 1959 como él mismo, Schoolgirl Diary (Mozakarat Telmeza en árabe: مذكرات تلميذة‎) en 1962 y Talk of the City (Hadeth Al-Madina en árabe: حديث المدينة‎) en 1964.

## Logros

### Club
- Primera División de Egipto (9): 1950–51, 1952–53, 1953–54, 1955–56, 1956–57, 1957–58, 1958–59, 1960–61, 1961–62
- Copa de Egipto (6): 1950–51, 1952–53, 1955–56, 1957–58, 1960–61, 1965–66
- Liga de El Cairo (2): 1953-54, 1957-58
- Copa de la RAU (1): 1960-61

### Selección nacional
- Copa Africana de Naciones (1): 1959